# Christian Hoffmann

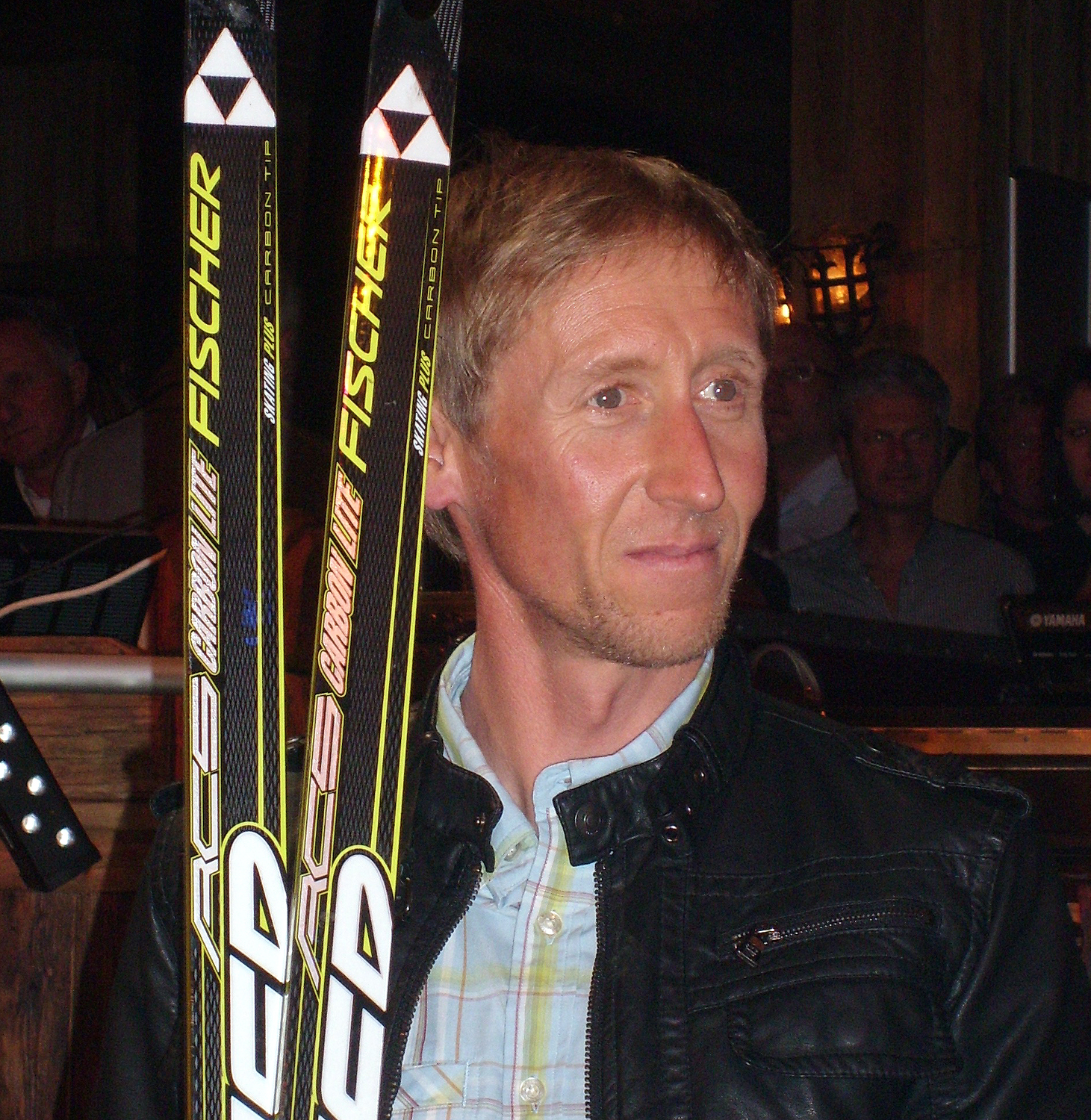
Christian Hoffmann bei einer Veranstaltung in der Tenne Schladming, 2012

Christian Hoffmann (* 22. Dezember 1974 in Aigen im Mühlkreis, Oberösterreich) ist ein ehemaliger österreichischer Skilangläufer und Skibergsteiger.

## Karriere
Hoffmann besuchte in seiner Jugend das Nordische Ausbildungszentrum Eisenerz in der Steiermark und schloss dort eine Lehre als Kfz-Mechaniker ab. Er startet für die Ski-Union Böhmerwald und bestritt sein erstes Rennen 1988, die Aufnahme in das ÖSV-Team folgte 1992.
Nach mehreren achtbaren Resultaten erreichte seine sportliche Laufbahn mit dem dritten Rang beim Weltcupsprint in Mailand 1997 einen ersten, kleinen Höhepunkt. 1998 gewann er in Nové Město na Moravě mit der österreichischen 4×10-km-Staffel sein erstes Weltcuprennen, belegte mehrere Top-3-Ränge und erreichte den vierten Platz in der Weltcupgesamtwertung im Sprint. Bei den Olympischen Spielen 1998 in Nagano holte er überraschend die Bronzemedaille im 50-km-Lauf und gewann damit die erst zweite olympische Medaille für Österreich im Langlauf überhaupt. Bei diesem Rennen gelang es ihm, zu dem eine halbe Minute früher gestarteten Bjørn Dæhlie aufzulaufen und dessen Tempo fast 40 km lang mitzugehen.
Bei den Heimweltmeisterschaften 1999 in Ramsau am Dachstein gewann er mit der als Außenseiter gestarteten österreichischen 4×10-km-Staffel als Schlussläufer im Zielsprint gegen den Norweger Thomas Alsgaard die Goldmedaille.
Dazu belegte er bei den Weltmeisterschaften den siebten Rang im 30-km-Lauf (Freistil) und erreichte zwei dritte Ränge in Weltcuprennen. In der Saison 1999/2000 gewann er ein Weltcuprennen mit der Staffel und erreichte mehrere Top-3-Platzierungen in Einzel- und Staffelläufen. Die Weltmeisterschaften 2001 verliefen nicht ganz so erfolgreich, doch konnte er mit zwei fünften Rängen im 50-km-Lauf (Freistil) und in der Staffel seine Zugehörigkeit zur Weltspitze bekräftigen.
Seinen größten Erfolg feierte Christian Hoffmann bei den Olympischen Spielen 2002 in Salt Lake City. Über 30 km (Freistil) gewann er vor seinem Mannschaftskollegen Michail Botwinow die Goldmedaille und wurde so zum ersten österreichischen Olympiasieger im Skilanglauf. Auf diese Goldmedaille musste er jedoch lange Zeit warten. Der ursprüngliche Sieger, der für Spanien startende Deutsche Johann Mühlegg wurde des Dopings mit Darbepoetin überführt und von den Spielen ausgeschlossen. Der Internationale Sportgerichtshof (CAS) entschied, dass Johann Mühlegg wegen seines Vergehens alle seine in Salt Lake City gewonnenen Olympiamedaillen zurückgeben musste. Das Internationale Olympische Komitee setzte diesen Beschluss am 15. März 2004 um, womit der zweitplatzierte Österreicher mit zwei Jahren Verspätung zum Olympiasieger avancierte.
2003 errang Christian Hoffmann seinen ersten Weltcupsieg in einem Einzelbewerb über 10 km Freistil in Ramsau am Dachstein und belegte den zweiten Rang über 15 km Freistil beim Weltcup in Nové Město na Moravě. Bei den Weltmeisterschaften 2003 in Val di Fiemme kam er über einen zehnten Rang im 50-km-Bewerb nicht hinaus. Seinen letzten Weltcupsieg holte er sich in Pragelato 2004. Im selben Jahr erreichte er auch einen dritten Rang über 15 km Freistil beim Weltcup im französischen La Clusaz. 2005 kam er nach mehreren Top-Platzierungen im Weltcup als Mitfavorit zu den Nordischen Skiweltmeisterschaften in Oberstdorf. Dort erkrankte er jedoch an einem Grippevirus und konnte in der ersten Woche an keinem Rennen teilnehmen. Bei seinem einzigen Einsatz kurz vor Schluss der Weltmeisterschaften verhalf er der österreichischen 4×10-km-Staffel mit der zweitbesten Laufzeit aller Teilnehmer noch zu einem fünften Rang. Dass er auch bei diesen Weltmeisterschaften eine Medaille hätte gewinnen können, zeigte er nur eine Woche später beim Weltcuplauf in Lahti, in dem er nur knapp geschlagen den zweiten Rang über 15 km Freistil belegte. Bei den Nordischen Skiweltmeisterschaften 2009 in Liberec lief er über 50 km lange Zeit in einer ca. 20-köpfigen Spitzengruppe mit, fiel aber auf den letzten Kilometern zurück und landete auf Platz 25. Am 19. April 2023 beendete er seine aktive Karriere.

### Dopingsperre 2009
Nachdem Hoffmann am 31. Dezember 2009 von der NADA suspendiert worden war, verkündete er noch am selben Tag sein Karriereende. Schon im März 2009 war Hoffmann wegen überhöhter Blutwerte mit einer zweiwöchigen Schutzsperre durch die FIS belegt worden, nun wurde ihm die Beteiligung am Besitz und Betrieb einer Blutzentrifuge vorgeworfen.
Im Juni 2010 gab die Wiener Staatsanwaltschaft bekannt, dass das Strafverfahren gegen Hoffmann eingestellt werde. Zwar stand für die Anklagebehörde außer Frage, dass Hoffmann zusammen mit den Radsportlern Bernhard Kohl und Michael Rasmussen sich am Kauf einer Blutzentrifuge durch Kohls Manager Stefan Matschiner beteiligt hatte, jedoch waren den drei Sportlern nach Inkrafttreten des österreichischen Antidoping-Gesetzes im August 2008 „keine Beitragshandlungen“ zum Blutdoping nachzuweisen.
Christian Hoffmann ist von der Rechtskommission der Nationalen Anti-Doping-Agentur (NADA) am 5. Dezember 2011 für sechs Jahre gesperrt worden. In der Verhandlung waren ihm Verstöße gegen die Anti-Doping-Bestimmungen zur Last gelegt worden, nämlich systematisches Blutdoping von 2003 bis 2006. Durch ein absichtlich im Raum gelassenes Handy konnte Hoffmann die Gespräche des Richtergremiums aufzeichnen. Diese „Tonband-Affäre“ warf ein schiefes Licht auf die Mitglieder der Rechtskommission, sowohl bezüglich der Urteilsfindung, als auch wegen abfälliger Gespräche. Am 17. Juli 2012 wurde die Sperre auf zwei Jahre reduziert, nachdem ein fünfköpfiges Gremium der Unabhängigen Schiedskommission Hoffmann vom Vorwurf des „(Mit)Besitzes von Gerätschaften zum Zwecke des Dopings im Sport“ sowie des „Handels mit bzw. der Verabreichung von verbotenen Methoden durch Überlassung von Gerätschaften zum Zwecke des Dopings im Sport an andere Sportler“ freigesprochen hat.

## Abseits der Loipe
Am 27. April 2004 veröffentlichte er gemeinsam mit Autor C. Diendorfer seine Autobiographie mit dem Titel „Vom Knastbruder zum Olympiasieger“. Zu seinem 30. Geburtstag am 19. Dezember 2004 erschien in Österreich eine Briefmarke von Christian Hoffmann. Das Motiv zeigt seinen Zielsprint bei den Olympischen Spielen von Salt Lake City 2002.
Im August 2012 gab Christian Hoffmann bekannt, dass er, nach Ablauf seiner reduzierten Dopingsperre, bei den Langlaufmeisterschaften 2012 mit Rollern über 50 km teilnehmen würde. Im Januar 2013 gewann er beim ersten Antreten das renommierteste Skitouren-Pistenrennen „Mountain Attack“ in Saalbach-Hinterglemm mit einem deutlichen Vorsprung von mehr als vier Minuten. Diesen Erfolg konnte er 2014 und 2016 wiederholen.

## Erfolge

### Olympische Spiele
|                     | Disziplin         | Platz |
| Nagano 1998         | 50 km             | 3.    |
| Salt Lake City 2002 | 30 km             | 1.    |
|                     | 4 × 10 km Staffel | 4.    |

### Weltmeisterschaften
| WM          | Datum            | Disziplin         | Medaille |
| ----------- | ---------------- | ----------------- | -------- |
| Ramsau 1999 | 26. Februar 1999 | 4 × 10 km Staffel | Gold     |

### Weltcupsiege im Einzel
| Nr. | Datum             | Ort                 | Disziplin      |
| --- | ----------------- | ------------------- | -------------- |
| 1.  | 21. Dezember 2003 | Ramsau am Dachstein | 10 km Freistil |
| 2.  | 14. März 2004     | Pragelato           | 30 km Freistil |

### Medaillen bei nationalen Meisterschaften
- 1994: Silber mit der Staffel
- 1995: Silber über 10 km, Bronze in der Verfolgung, Bronze mit der Staffel
- 1996: Bronze mit der Staffel
- 1997: Silber über 10 km, Silber über 50 km
- 1998: Gold in der Verfolgung, Silber mit der Staffel, Bronze über 50 km
- 1999: Silber über 30 km
- 2001: Gold über 50 km
- 2005: Silber über 30 km
- 2006: Gold über 30 km, Silber in der Verfolgung
- 2007: Gold über 30 km
- 2008: Gold über 30 km
- 2009: Gold über 10 km, Gold in der Verfolgung

### Worldloppet-Rennen
| Nr. | Datum           | Ort     | Rennen                             | Disziplin                  |
| --- | --------------- | ------- | ---------------------------------- | -------------------------- |
| 1.  | 8. Februar 1998 | Sapporo | Sapporo International Ski Marathon | 50 km Freistil Massenstart |
| 2.  | 23. Jänner 2005 | Lienz   | Dolomitenlauf                      | 60 km Freistil Massenstart |

### Weitere Erfolge
- 7 Siege bei FIS-Rennen

## Weltcup-Gesamtplatzierungen
| Saison    | Gesamt | Gesamt | Distanz | Distanz     | Sprint | Sprint |
| Saison    | Punkte | Platz  | Punkte  | Platz       | Punkte | Platz  |
| --------- | ------ | ------ | ------- | ----------- | ------ | ------ |
| 1995/96   | 026    | 52.    | –       | –           | –      | –      |
| 1996/97   | 080    | 33.    | 026     | 31. 1       | 45     | 32.    |
| 1997/98   | 106    | 24.    | 010     | 48. 1       | 96     | 20.    |
| 1998/99   | 248    | 15.    | 114     | 14. 1       | 2870   | 06.    |
| 1999/2000 | 264    | 20.    | 015 205 | 48. 1 07. 2 | 44     | 34.    |
| 2000/01   | 253    | 19.    | –       | –           | 51     | 30.    |
| 2001/02   | 163    | 28.    | –       | –           | 10     | 63.    |
| 2002/03   | 148    | 33.    | –       | –           | –      | –      |
| 2003/04   | 260    | 24.    | 260     | 17.         | –      | –      |
| 2004/05   | 226    | 23.    | 226     | 12.         | –      | –      |
| 2005/06   | 099    | 56.    | 099     | 36.         | –      | –      |
| 2006/07   | 154    | 34.    | 154     | 18.         | –      | –      |
| 2007/08   | 236    | 32.    | 172     | 22.         | 08     | 96.    |
| 2008/09   | 067    | 77.    | 067     | 46.         | –      | –      |

## Auszeichnungen
- Goldenes Verdienstzeichen für Verdienste um die Republik Österreich (1998)[11]
- Silbernes Ehrenzeichen für Verdienste um die Republik Österreich (1999)